# Cerkiew św. Aleksego w Skierniewicach
Cerkiew św. Aleksego – cerkiew prawosławna w Skierniewicach; obecnie nieistniejąca.
Kamień węgielny pod jej budowę położono 5 października 1910, na gruncie podarowanym przez cara Mikołaja II w rogu pałacowego parku. Świątynię wzniesiono w stylu staropskowskim według projektu Androsowa. Prace budowlane wykonywała skierniewicka firma Ignacego Tyde. W październiku 1912 jeszcze nieukończoną cerkiew wizytował car Mikołaj II. Obiekt wyburzono w okresie międzywojennym w ramach akcji rewindykacji cerkwi prawosławnych; obecnie na jego miejscu stoi budynek Instytutu Warzywnictwa.